# Chitry-les-Mines
Chitry-les-Mines är en kommun i departementet Nièvre i regionen Bourgogne-Franche-Comté i de centrala delarna av Frankrike. Kommunen ligger i kantonen Corbigny som tillhör arrondissementet Clamecy. År 2022 hade Chitry-les-Mines 218 invånare.

## Befolkningsutveckling
Antalet invånare i kommunen Chitry-les-Mines
| Referens: INSEE |